# Kirchdorf am Inn
Kirchdorf am Inn es un municipio situado en el distrito de Rottal-Inn, en el estado federado de Baviera (Alemania), con una población a finales de 2016 de unos 5387 habitantes.
Se encuentra ubicado al este del estado, en la región de Baja Baviera, a la orilla del río Eno —un afluente derecho del Danubio— y de la frontera con Austria.